# 楊桓 (元)
楊 桓（よう かん、1234年 - 1299年）は、大元ウルスに仕えた漢人官僚の一人。字は武子。兗州の出身。

## 生涯
楊桓は幼い頃から『論語』などの書に精通していたという。中統4年（1263年）には済州教授に任ぜられた後、済寧路教授に召し出されて太史院校書郎に任ぜられた。この時命を受けて撰文した儀表銘・暦日が典雅に溢れた名文であったため、楮幣1500緡が下賜されることになったが、楊桓はこれを辞退したと伝えられる。その後、秘書監丞を経て、監察御史の地位に移った。
モンゴル帝国を含む遊牧国家ではカアン（君主）が生前に後継者を指名するという慣習が存在せず、クリルタイ（一族会議）の選出によって次期君主を決めるという制度が定められていた。クビライの後継者としては嫡孫のカマラとテムル（後のオルジェイトゥ・カアン）が最有力視されており、皇太子に封ぜられていたテムルが有利であったとはいえ、どちらが次期君主となるかは不明確であった。そんな最中、至元31年（1294年）にジャライル国王家シディの家から「受天之命、既壽永昌」と刻まれた玉璽（ハスボー・タムガ）が発見され、監察御史の楊桓がこれを解読して失われた伝国璽であると結論づけ、御史中丞の崔彧がココジン・カトンに献上されることになった。ココジン・カトンは諸大臣の要請に従ってこれをテムルに授け、その後果たしてテムルはクリルタイで新たなカアンに選出されたという。長年失われてきた伝国璽が次期皇帝選出の時期に突如として発見されたというのは不自然極まりなく、早くも明代の沈徳符が『万暦野獲編』において偽作であると論じている。楊桓・崔彧の属する御史台の長官（御史大夫）ウズ・テムルはクリルタイで最も強硬にテムルを支持した張本人であり、1294年の「伝国璽の発見」はウズ・テムル一派によるテムル即位への布石であったと考えられている。
元貞元年（1295年）、オルジェイトゥ・カアン（成宗テムル）が即位した後には、21カ条の上疏を行ったという。それからほどなく、秘書少監に任じられて大一統志の編纂に携わったが、弟の楊楷に地位を譲って郷里の兗州に帰った。大徳3年（1299年）、国子司業に任命されて中央に召喚されたが、朝廷に赴く前に66歳にして亡くなった。
楊桓の人となりは寛厚で、親に孝を尽くし、博覧強記であったと伝えられる。